# Smerinthus
Smerinthus is een geslacht van vlinders uit de onderfamilie Smerinthinae van de familie pijlstaarten (Sphingidae).

## Soorten
- Smerinthus caecus Menetries, 1857
- Smerinthus cerisyi Kirby, 1837
- Smerinthus jamaicensis (Drury, 1773)
- Smerinthus kindermannii Lederer, 1853
- Smerinthus minor Mell, 1937
- Smerinthus ocellata (Linnaeus, 1758) - Pauwoogpijlstaart
- Smerinthus planus Walker, 1856
- Smerinthus saliceti Boisduval, 1875
- Smerinthus szechuanus (Clark, 1938)
- Smerinthus tokyonis Matsumura, 1921

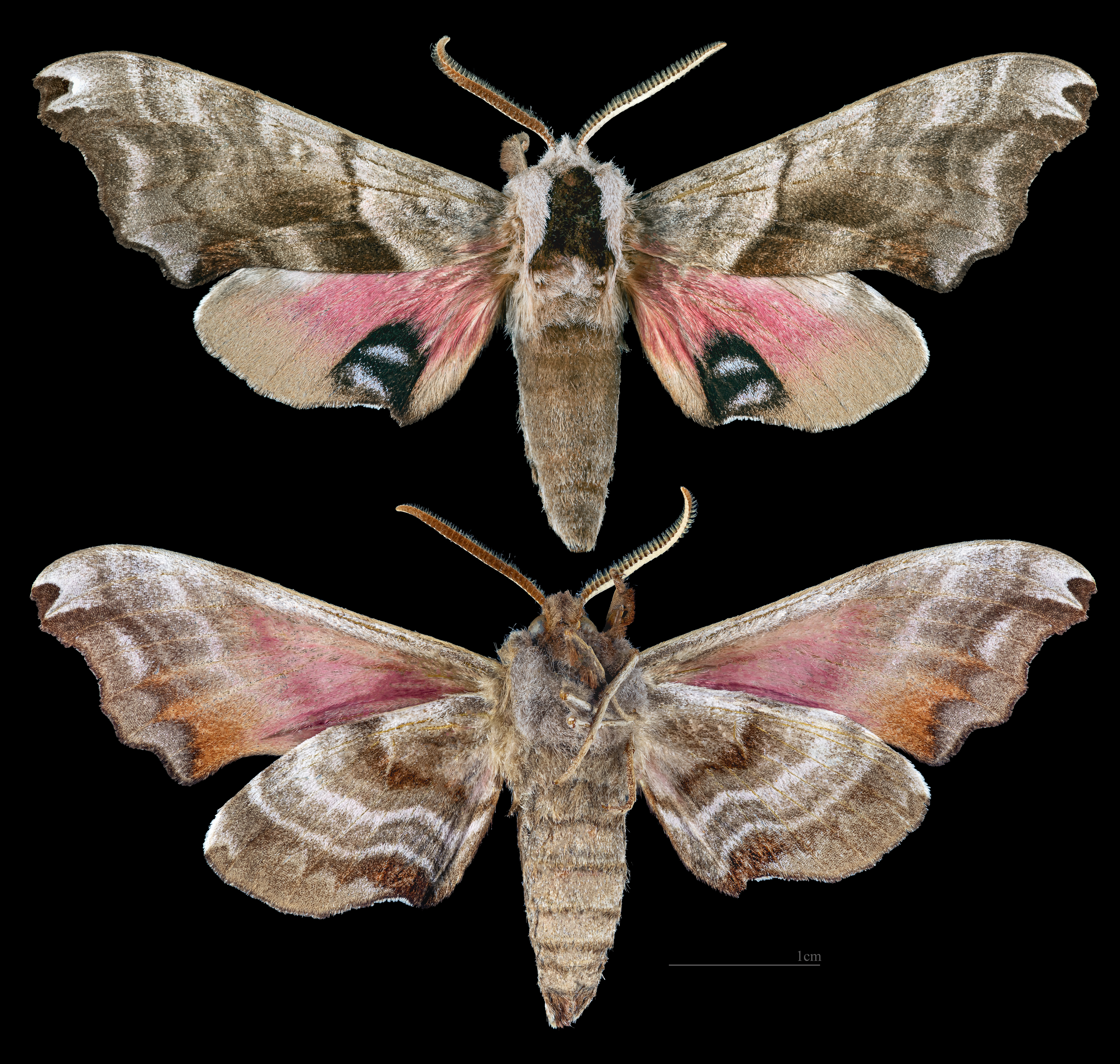
Smerinthus caecus
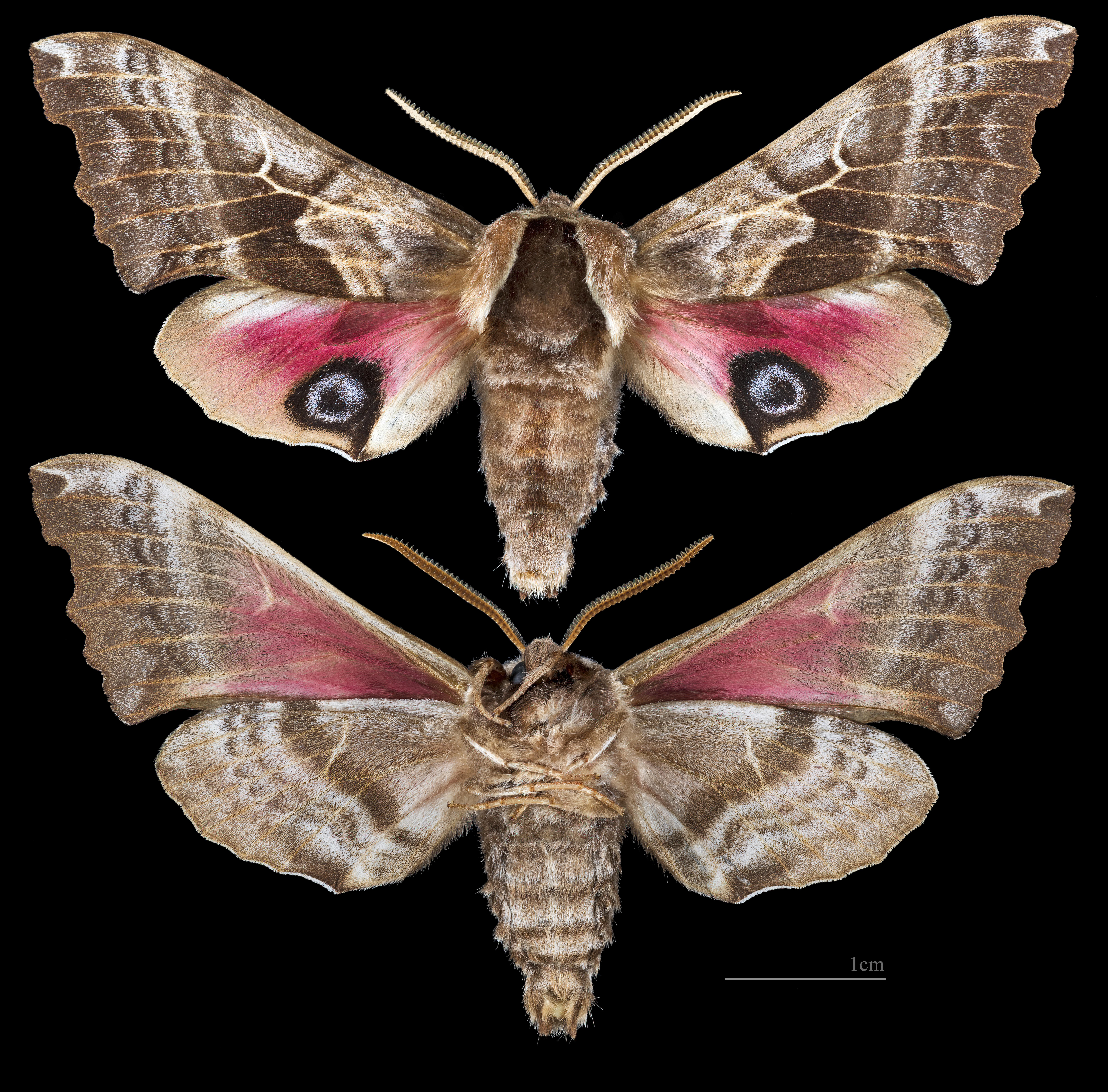
Smerinthus cerisyi
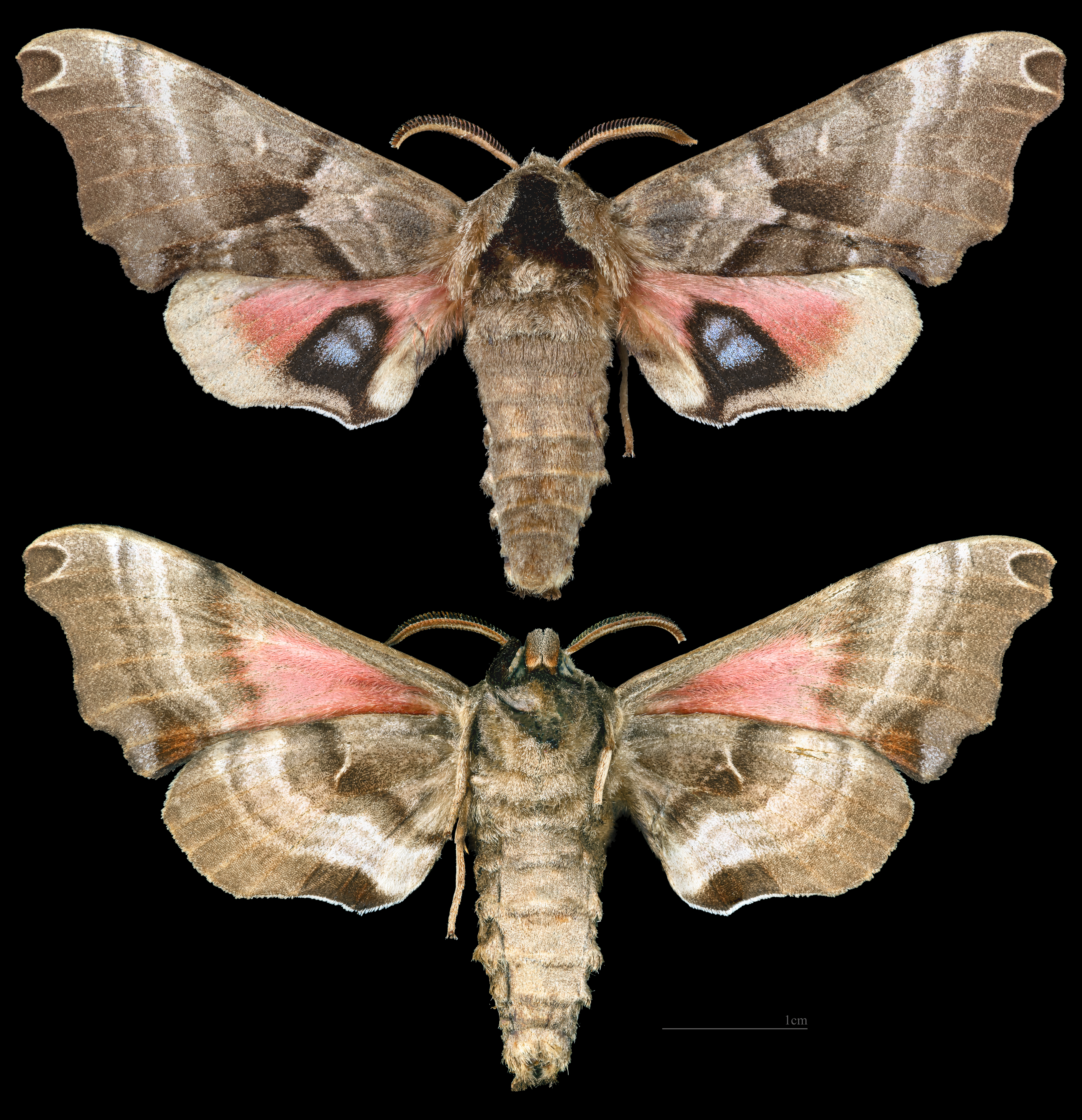
Smerinthus jamaicensis
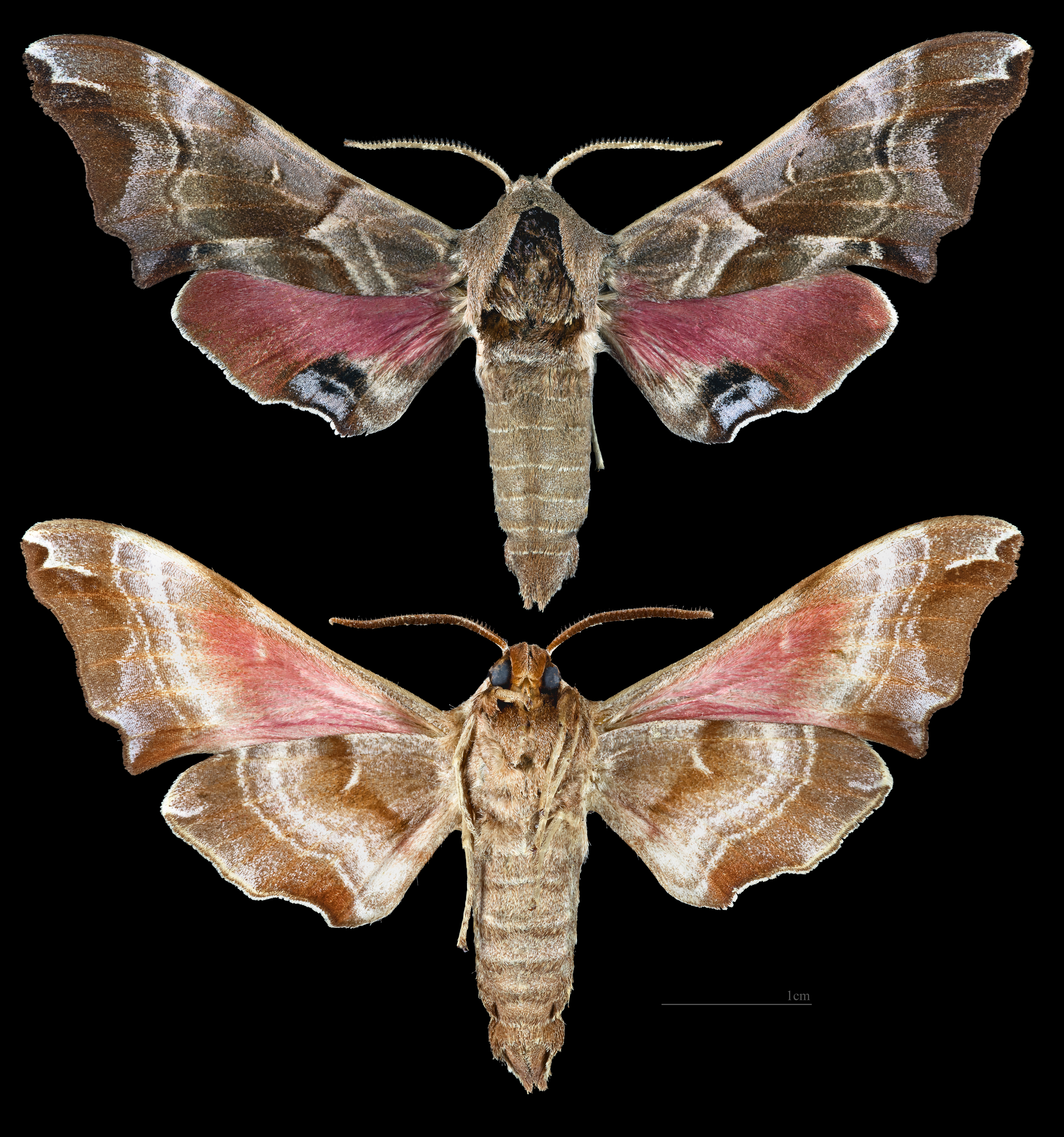
Smerinthus kindermannii
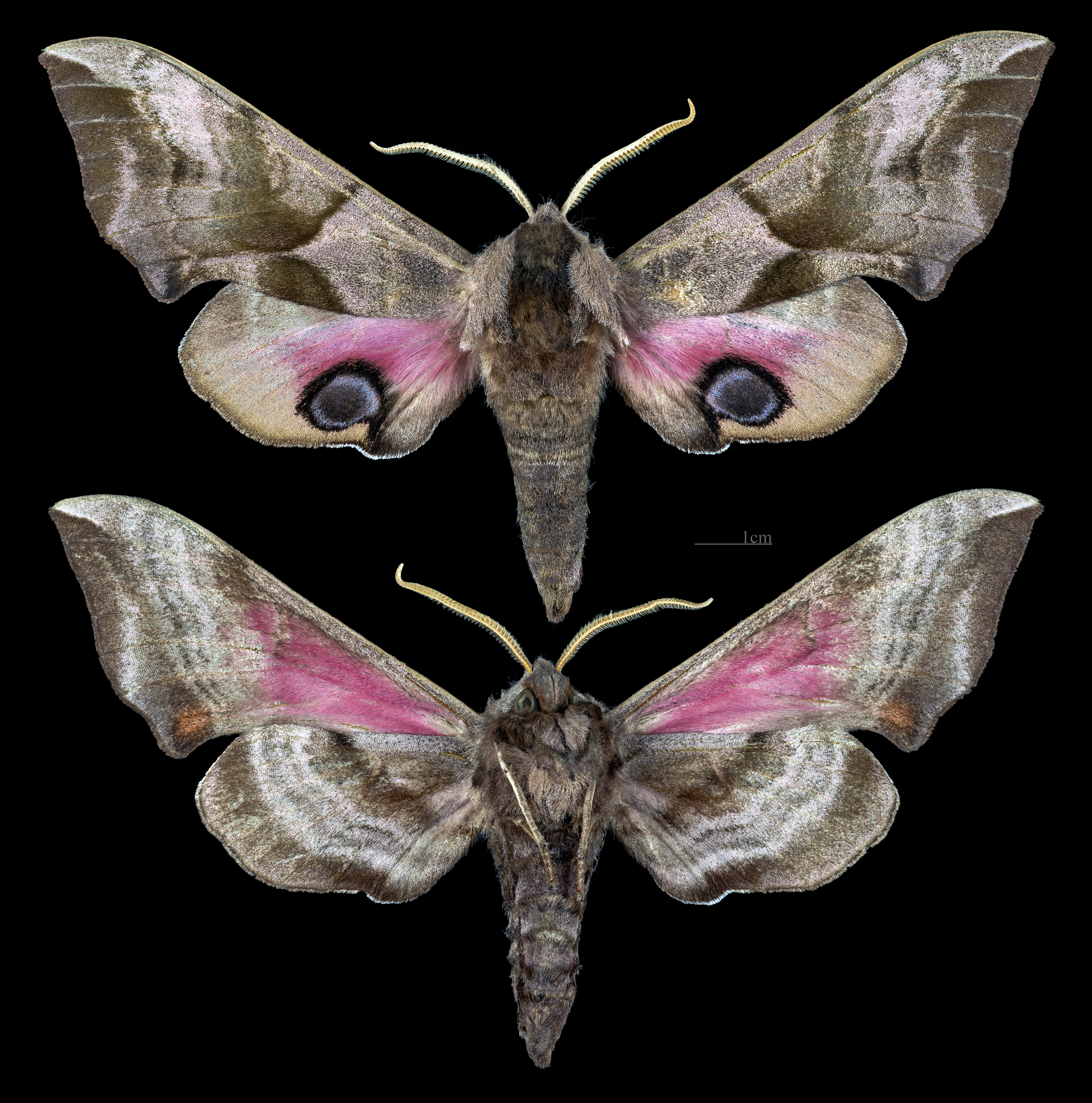
Smerinthus ocellatus
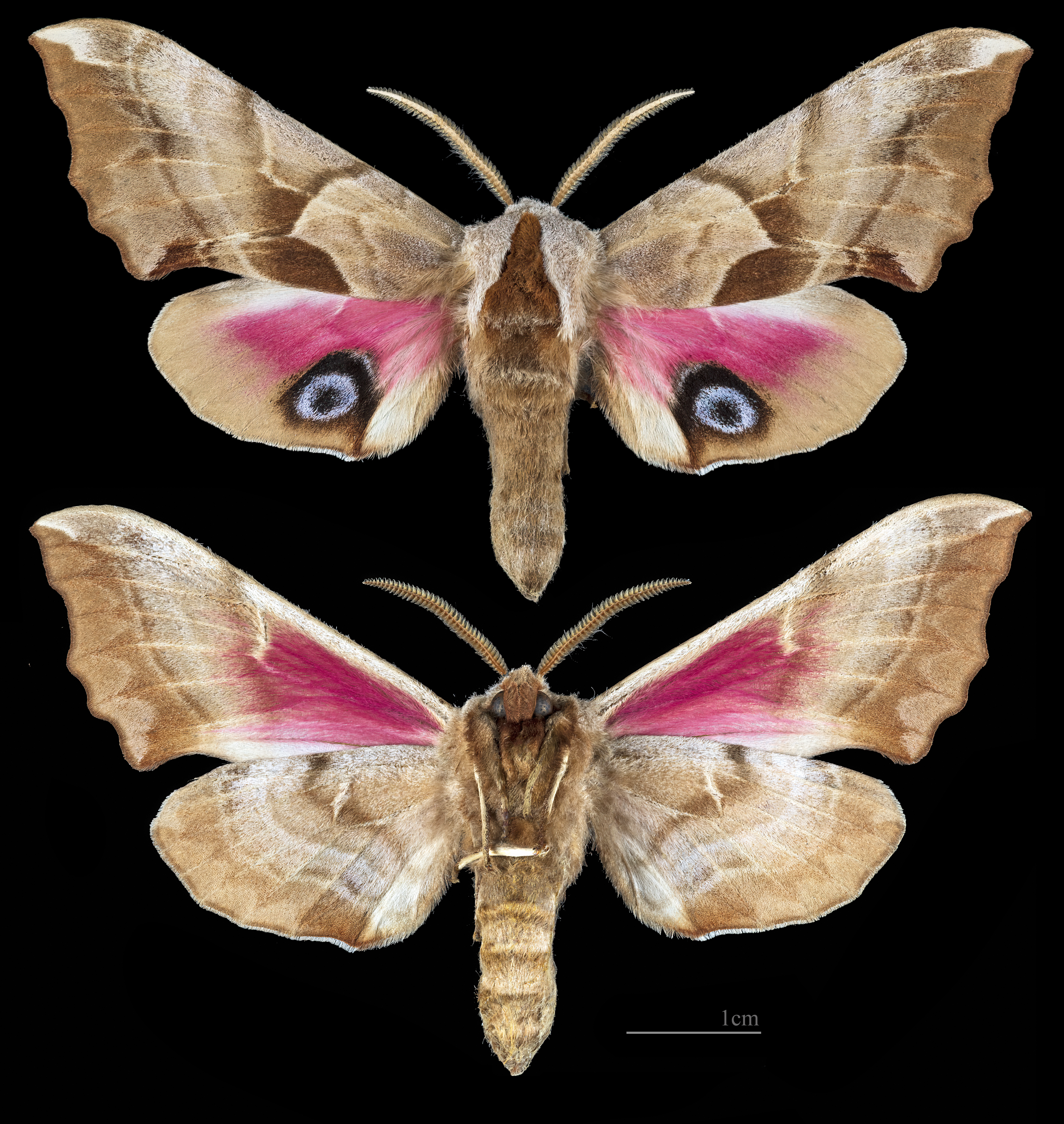
Smerinthus ophthalmica
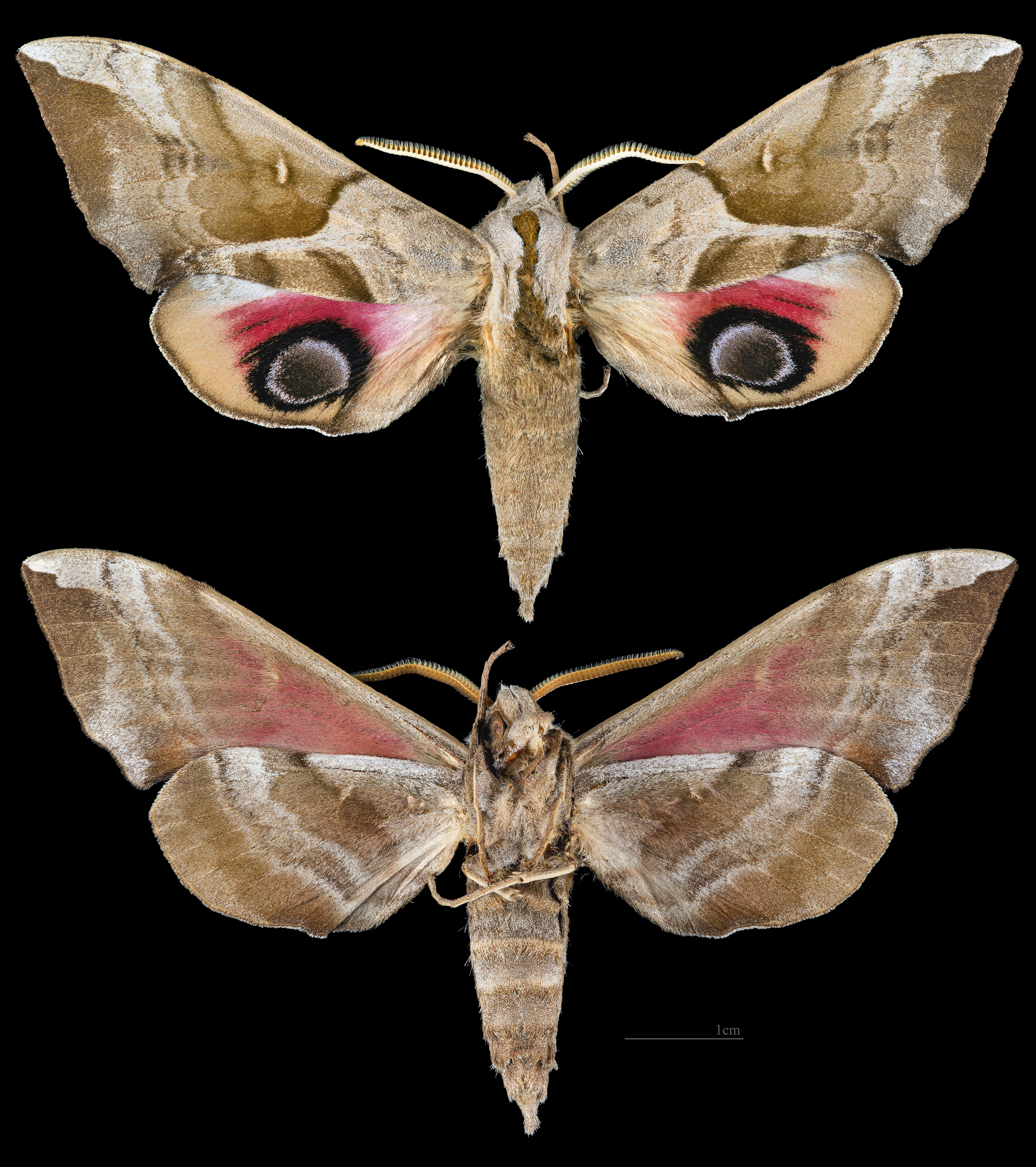
Smerinthus planus
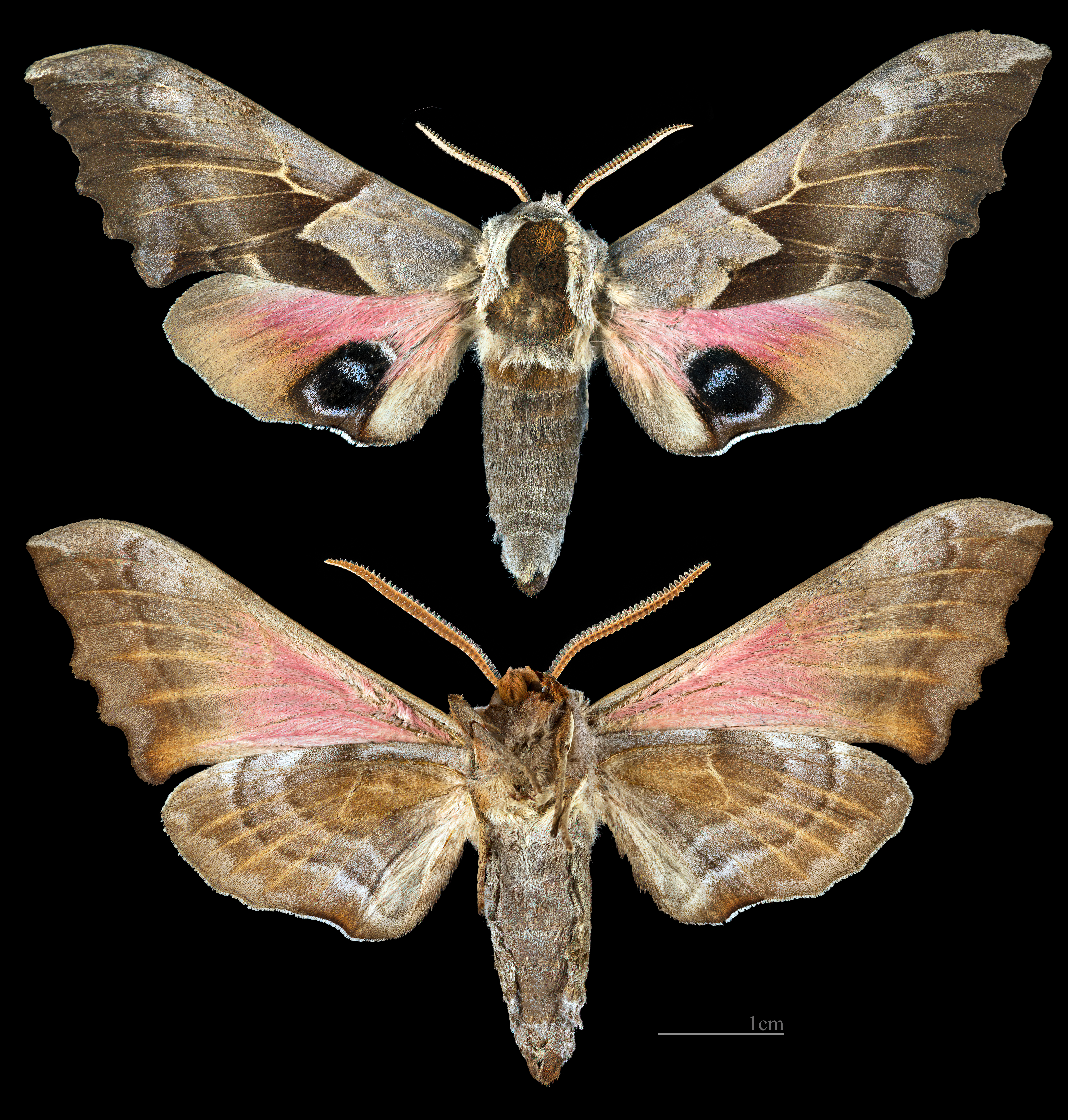
Smerinthus saliceti
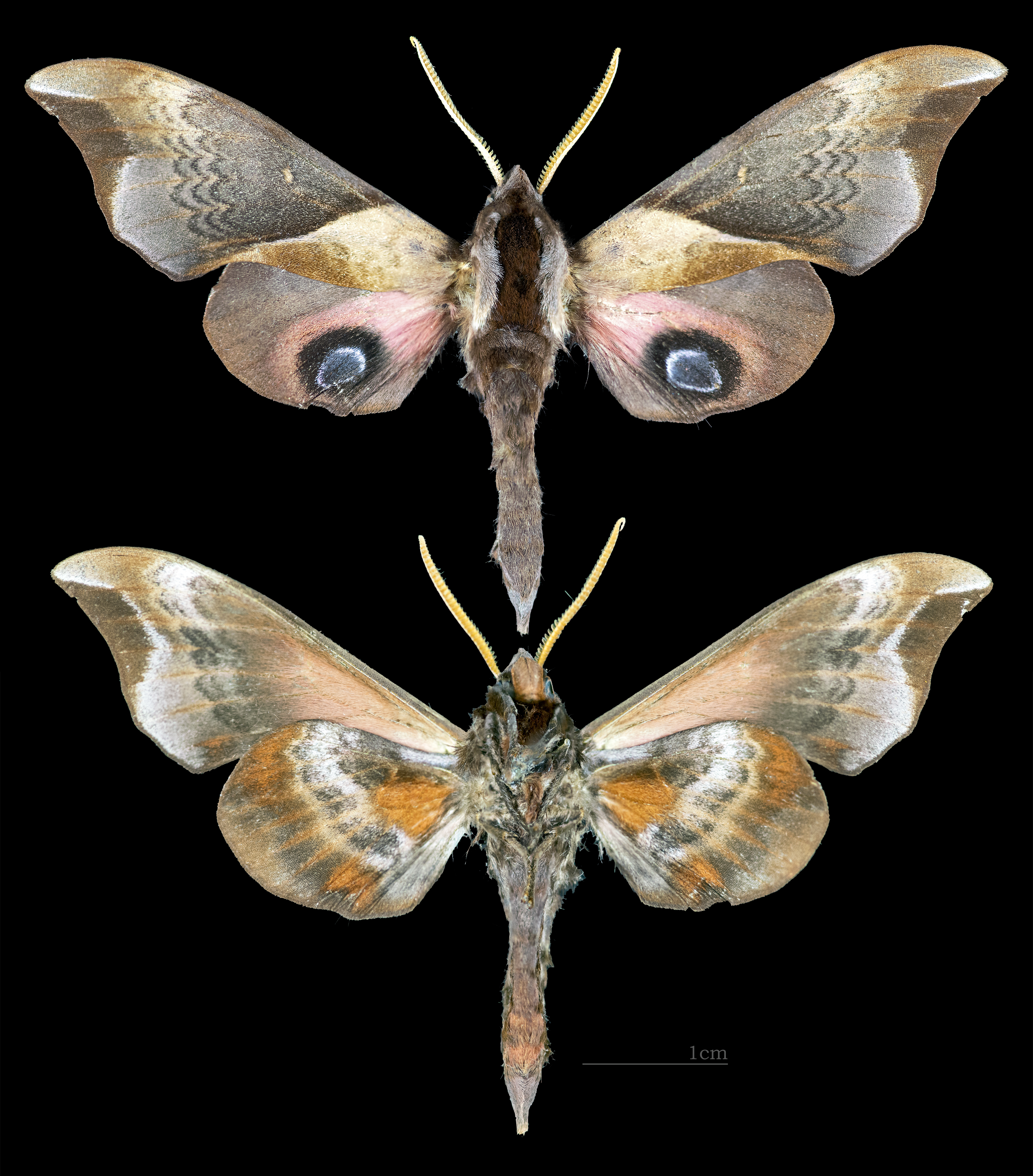
Smerinthus szechuanus
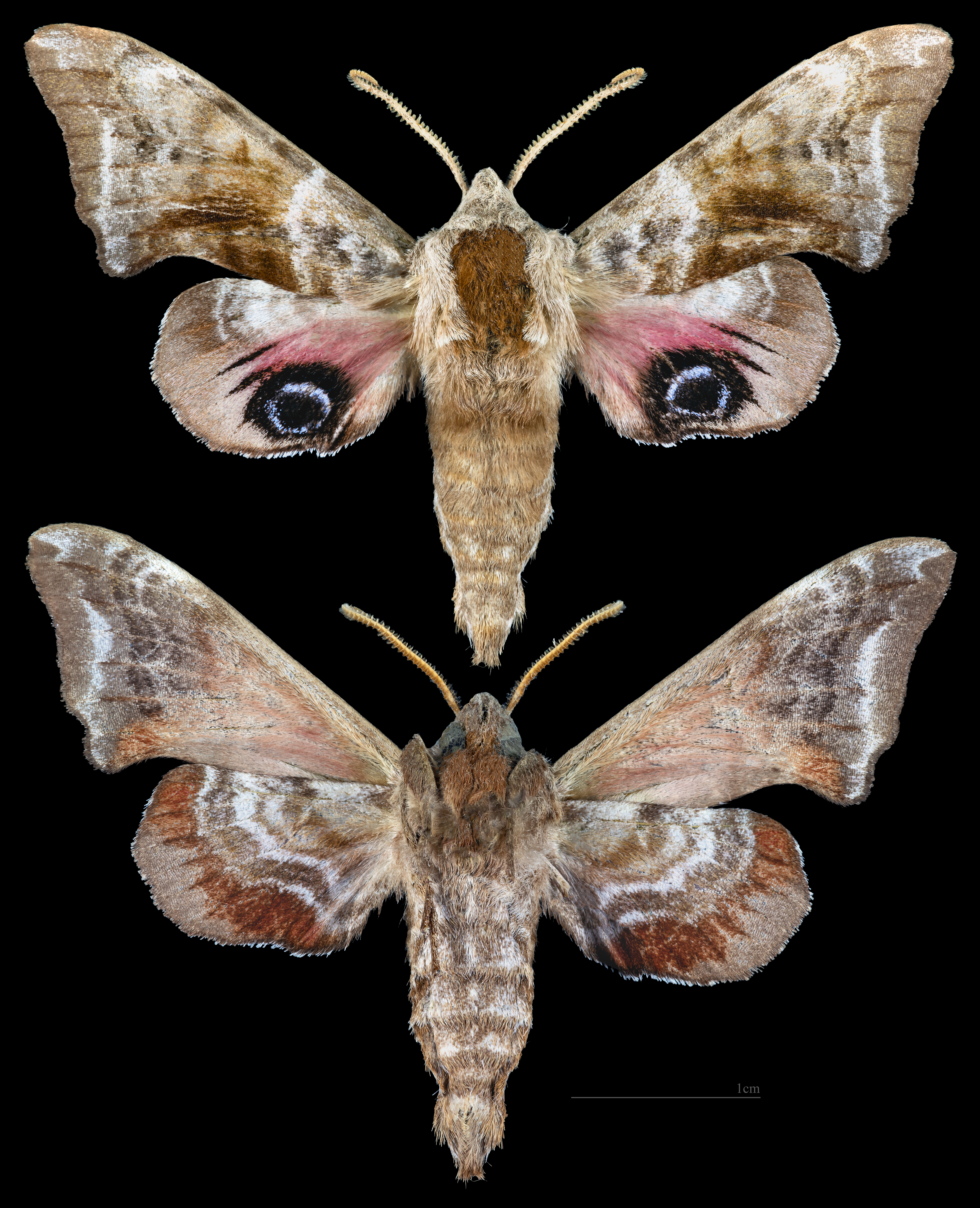
Smerinthus tokyonis